# 金德胡克 (紐約州村)
金德胡克（英語：Kinderhook）是位於美國紐約州哥倫比亞縣的村。

## 人口
根據2020年美國人口普查的數據，金德胡克的面積為5.45平方千米，皆為陸地。當地共有人口1170人，而人口密度為每平方千米215人。